# Chiemseeplätte

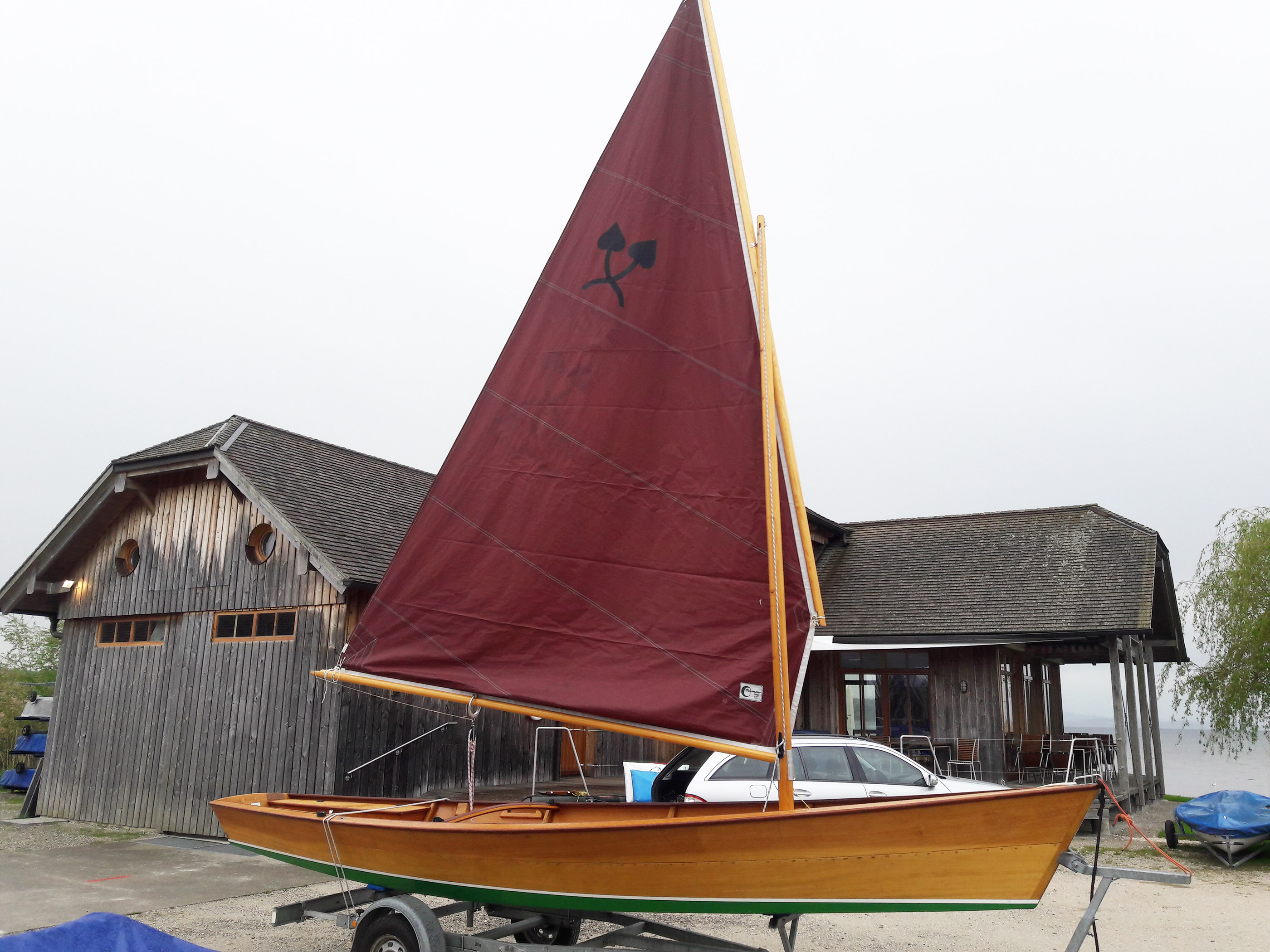
Seitenansicht der Chiemseeplätte mit rotem Luggersegel vor dem Seebrucker Segelclub

Die Chiemseeplätte ist ein Segelboot aus Holz, das aus dem Arbeitsboot der Chiemseefischer, einem Ruderboot mit flachem Boden, entstanden ist. Die Zeitschrift Yacht bezeichnete 1933 das Schiff im Heft 31 in der Beschreibung und Maßszizze als „10-m²-Einheits-Boot (Plätte) für den Chiemsee“.
Der Begriff 10qm Einheits-Segelplätte wurde im Bauplan von 1954 verwendet. Auch die 2018 herausgegebene Klassenvorschrift und deren Überarbeitungen verwenden den Begriff als Titel.

## Klassenvereinigung
Im Jahr 2018 wurde die Chiemseeplätte Klassenvereinigung e.V. gegründet und eine neue Klassenvorschrift erstellt.
Im Dezember 2019 traten die Gründervereine der Chiemseeplätte, der CYC (Chiemsee Yacht Club) und WVF (Wassersportverein Fraueninsel) der Klassenvereinigung bei.
Im Juni 2022, das sind 90 Jahre nach der Gründung der Einheitsklasse im Jahr 1932, wurde sie eine vom DSV anerkannte Klassenvereinigung und als außerordentliches Mitglied aufgenommen.

### Klassenvorschriften und Segelzeichen
Die Klassenvorschriften der Segelplätte des Chiemsees werden von der Klassenvereinigung festgelegt.
Das Segelzeichen zeigt zwei gekreuzte Lindenblätter, die sowohl der Wassersportverein Fraueninsel als auch der Chiemsee-Yacht-Club in ihrem Vereinsemblem führen.

## Regatta und Wettfahrten
Auf dem Chiemsee werden von ortsansässigen Segelvereinen während des Jahres mehrere Wettfahrten veranstaltet und dabei der Chiemsee-Plätten-Meister ermittelt. Dieser darf in der kommenden Saison auf jeder Segelseite eine grüne Raute in seinem Segel führen.
Am Staffelsee veranstaltete der Segel-Club Staffelsee e. V. (SCSTS) von 2015 bis 2018 einmal im Jahr einen Plätten-Triathlon. An einem Wochenende wurden drei Wettfahrten ausgeführt: Rund um 7 Inseln, Dreieckskurs, Up-Down.

### Kieler Woche 2001
Auf Einladung des Freundeskreis Klassische Yachten e. V. nahmen mehr als 65 Chiemseeplätten vom Chiemsee beim  Rendezvous der Klassiker auf der Kieler Woche 2001 teil. Bei der Regatta Classic-Kiel-Cup segeln die Chiemseeplätten um die Regnauer-Chiemsee-Plätten-Trophy.

## Plätten auf dem Chiemsee

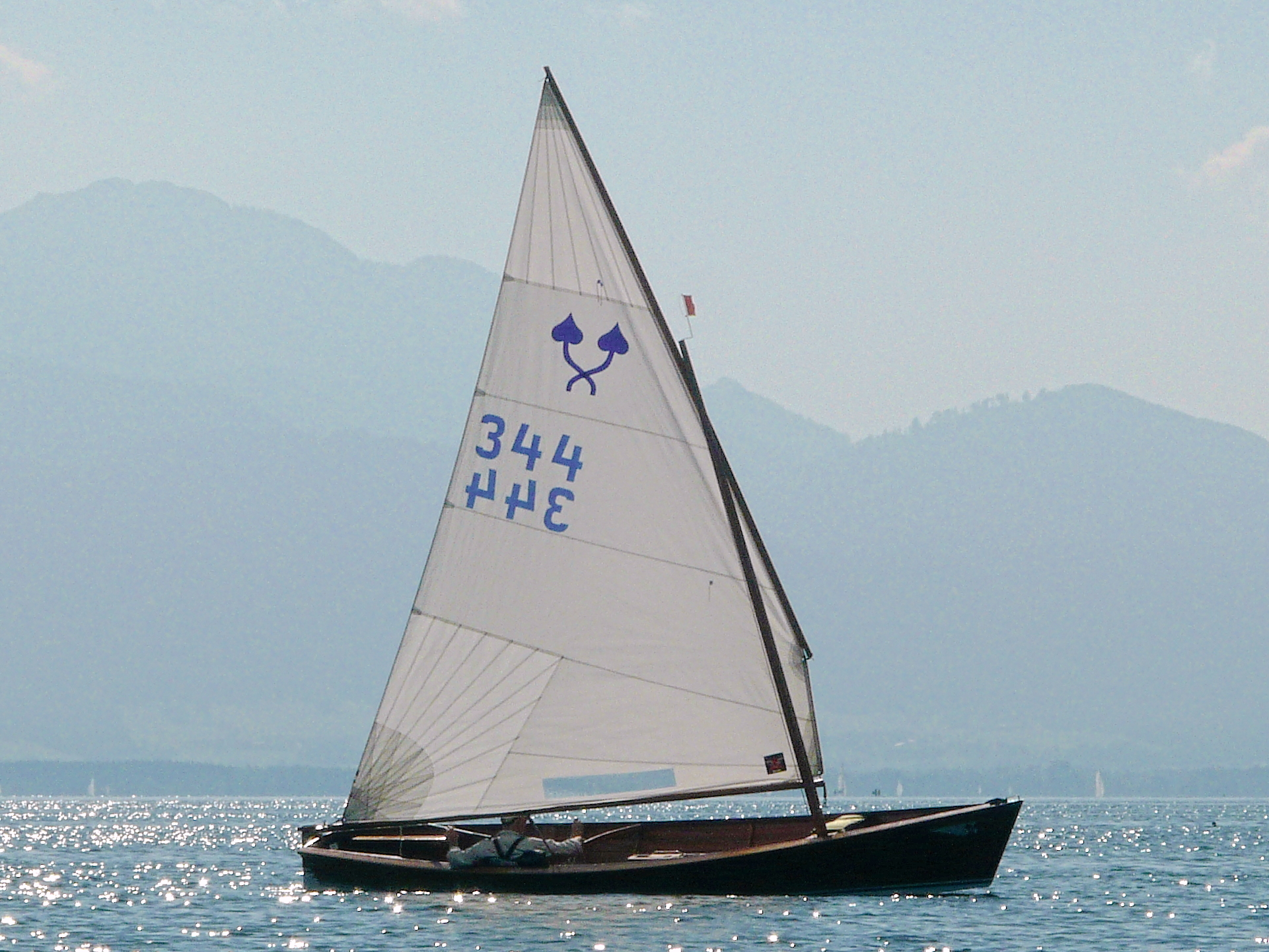
Chiemseeplätte 344
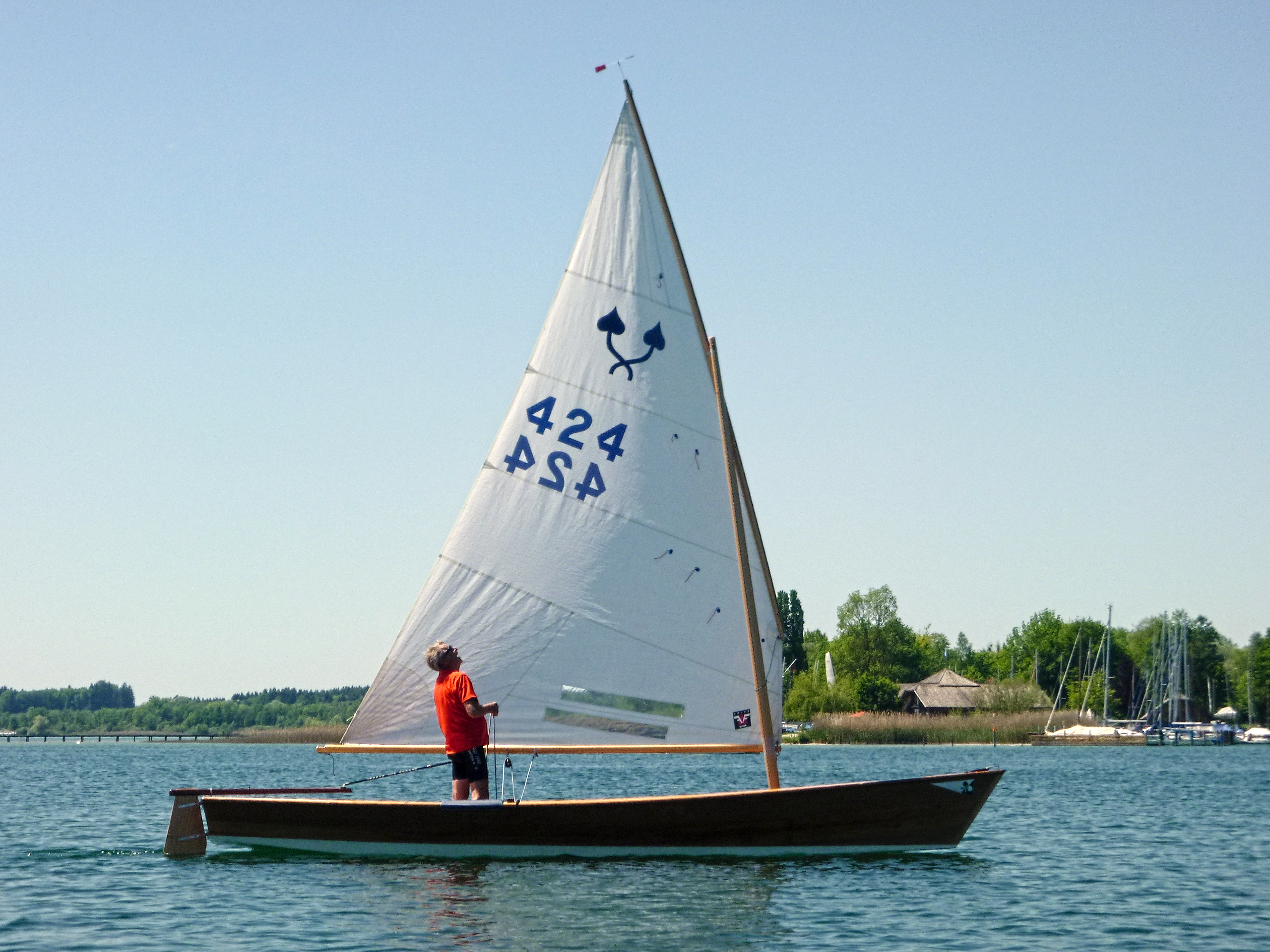
Chiemseeplätte 424
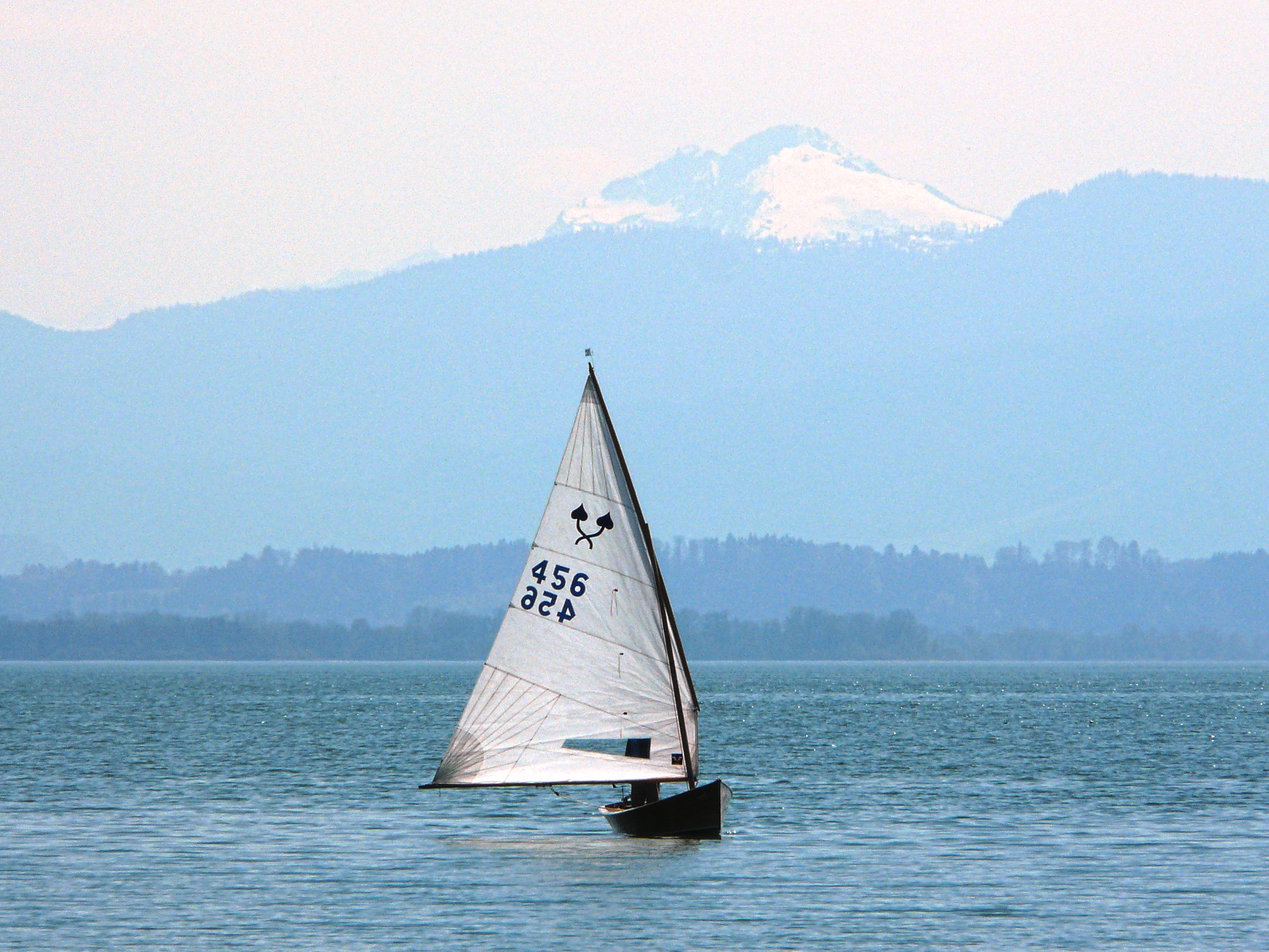
Chiemseeplätte 456

## Basis war die Plätte, das Fischerboot
Die 10qm Einheits-Segelplätte entstand aus dem Arbeitsboot der Fischer.
Beschreibungen charakterisieren die Plätte vom Chiemsee als:
- Flachbodenboot mit schmalen Bug
- Bootsboden im Bug aufgezogen, zum Heck zu flach auslaufend
- Bordwände leicht angeschrägt, niedrige Bordwände

Einige Chiemseemaler haben Plätten in ihren Arbeiten dargestellt.

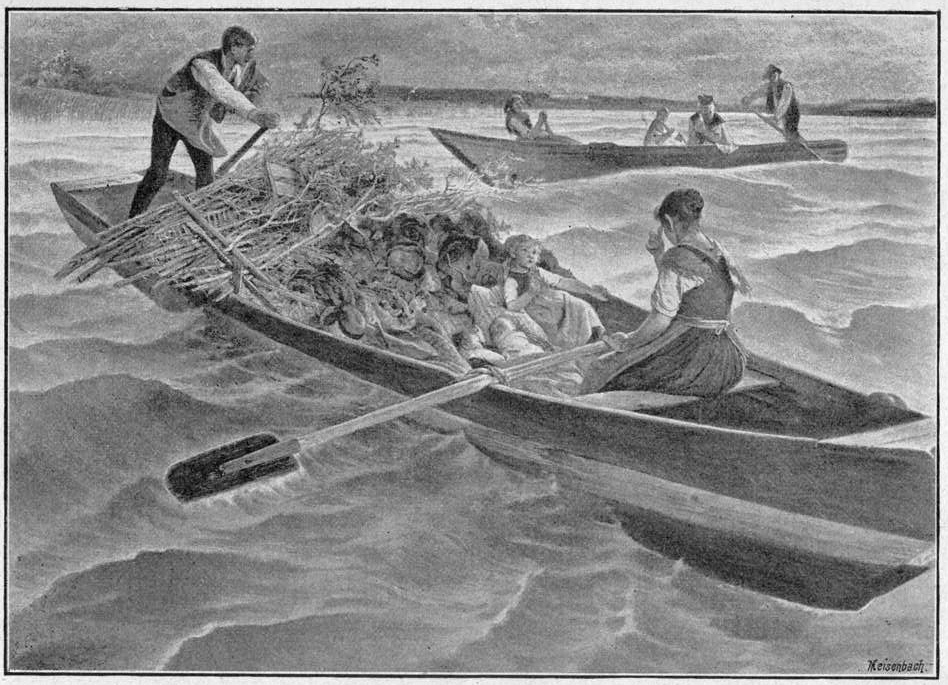
Karl Raupp
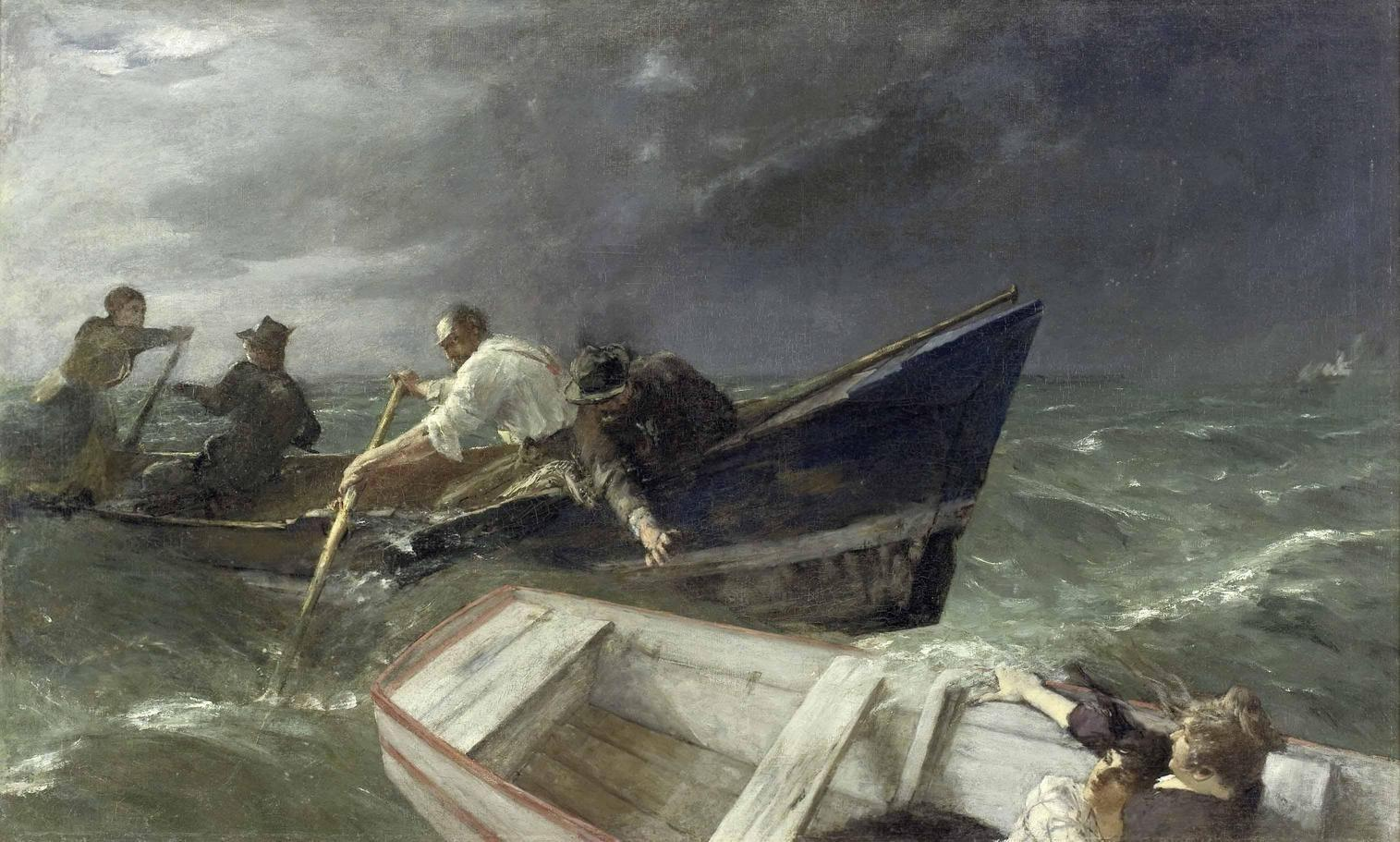
Joseph Wopfner

Zu Beginn des 21. Jahrhunderts sind die meisten Boote aus Alu geschweißt, nur mehr vereinzelt sind Exemplare aus Holz anzutreffen. Als Antrieb sind Außenborder üblich. Riemen werden in der Regel mitgeführt.

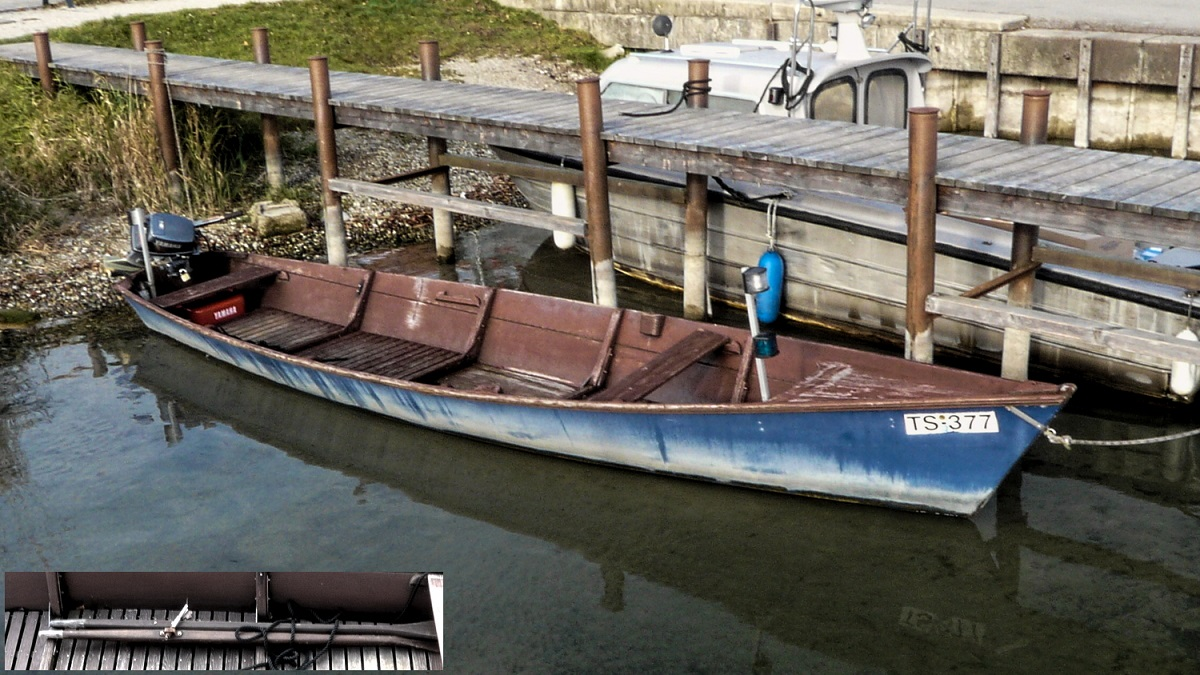
Plätte aus Holz
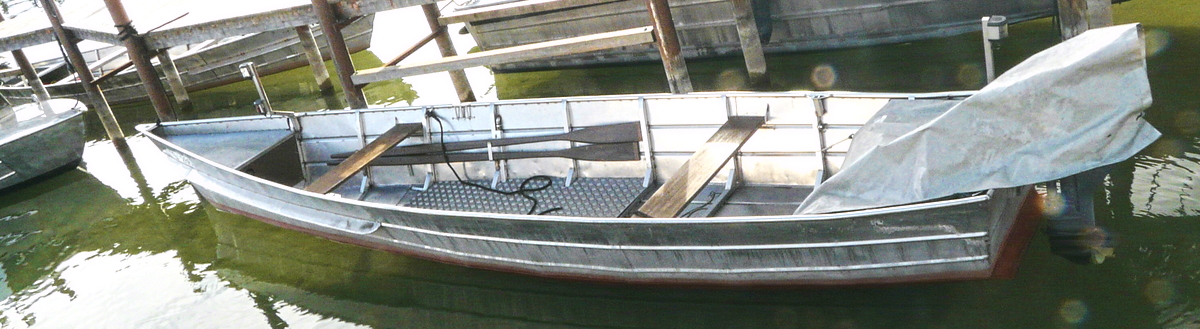
Plätte aus Alu

## Besonderes
Sten Nadolny beschreibt in dem 2012 erschienenen Roman Weitlings Sommerfrische, wie der Pensionär W. Weitling auf dem Chiemsee mit seiner Chiemseeplätte in ein Unwetter kommt und kentert.